# Montagne du Porc-Épic (Audet)
Pour les articles homonymes, voir Mont du Porc-Épic et Porc-Épic (homonymie).
La montagne du Porc-Épic est une montagne en Estrie, au Québec qui fait partie des Appalaches ; son altitude est de 713 mètres.

## Géographie
La montagne est située dans la municipalité d'Audet.